# Микотоксины

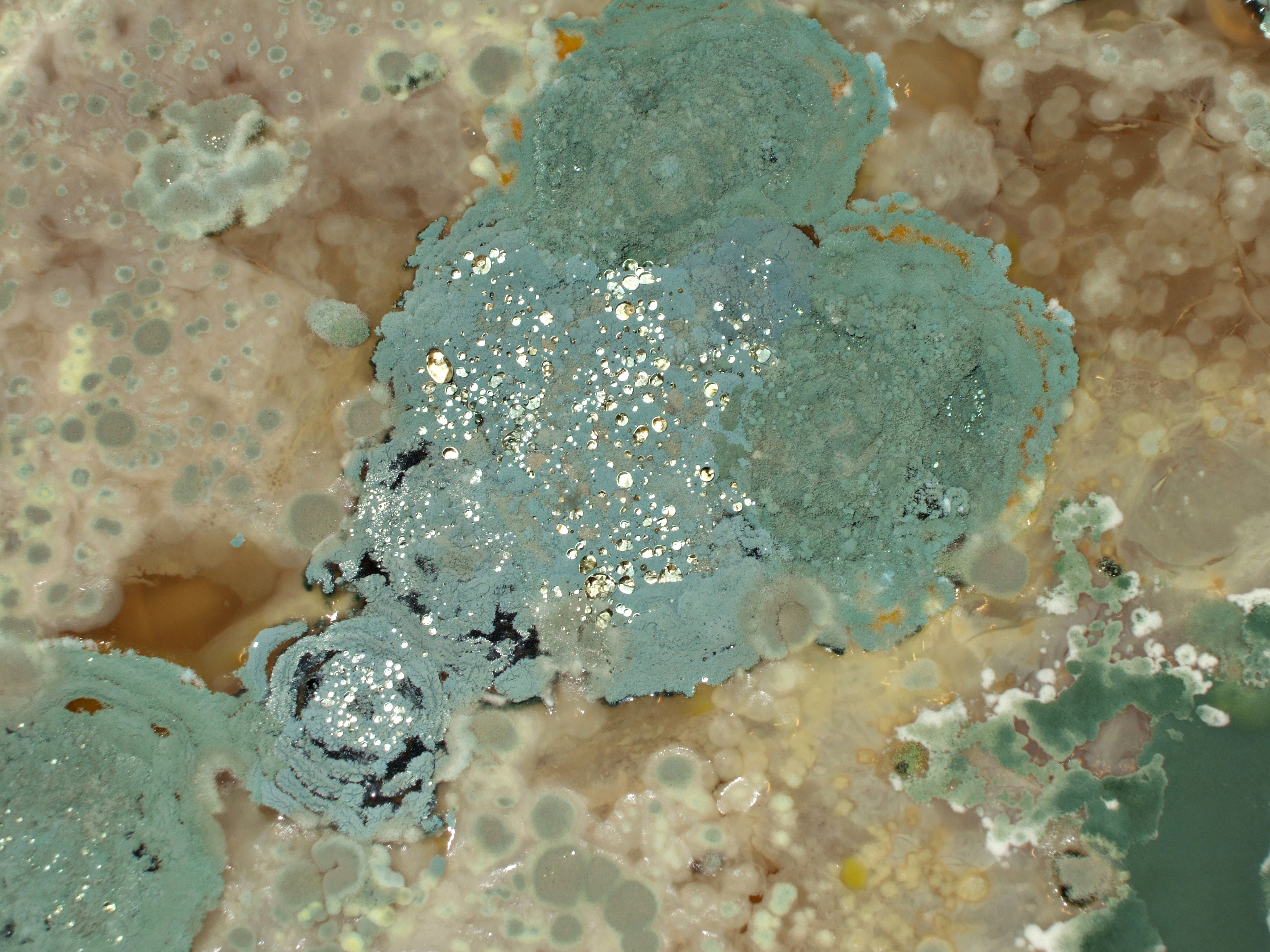
Рост плесневого гриба на поверхности жидкости

Микотоксины (от греч. μύκης, mykes, mukos — «гриб»; τοξικόν, toxikon — «яд») — токсины, низкомолекулярные вторичные метаболиты, продуцируемые микроскопическими плесневыми грибами.
Микотоксины являются биологическими контаминантами — природными загрязнителями зерна злаковых, бобовых, семян подсолнечника, а также овощей и фруктов. Они могут образовываться при хранении во многих пищевых продуктах под действием развивающихся в них микроскопических грибов.

## Происхождение
Микотоксины чаще всего синтезируются несовершенными грибами (формальный класс Fungi imperfecti) родов Fusarium, Aspergillus, Myrothecium, Stachybotrys, Trichoderma, Trichothecium, Penicillium и др.
Известно более 250 видов грибов, продуцирующих несколько сотен микотоксинов, многие из которых обладают мутагенными (в том числе канцерогенными) свойствами.

## Условия развития плесневых грибов — основных источников микотоксинов
Большинство грибов является аэробными организмами (то есть использующими кислород для дыхания). Они обнаруживаются почти повсеместно в чрезвычайно малых количествах и, в большинстве своём, являются микроорганизмами. Они потребляют органические вещества, где только позволяют влажность и температура, внутри и вне помещений.
Где позволяют условия, грибы, размножаясь, образуют колонии, повышая концентрацию микотоксинов. Некоторые грибы продуцируют опасные токсины только при определённых уровнях влажности, температуры и содержании кислорода в воздухе.

## Общая характеристика
Наличие микотоксинов в кормах приводит к ухудшению продуктивности, репродуктивности и иммунного состояния животных. Микотоксины различаются по химическому строению, токсичности и механизму действия. Общим признаком всех микотоксинов является токсичность большей частью для животных. Наиболее часто используется классификация микотоксинов по молекулярному строению, согласно которой различают афлатоксины, трихотеценовые микотоксины, охратоксины, фумонизин, зеараленон и его производные, монилиформин, фузарохроманон, алкалоиды спорыньи, циклопиазоновую кислоту, патулин, цитринин и т. п.
Термин «микотоксикозы» впервые встречается в статье А. Х. Саркисова, опубликованной в 1948 г. В работе Н. А. Грандилевского 1938 года для описания отравления лошадей соломой, пораженной грибом Stachybotrys alternans, был употреблён термин «стахиботриотоксикоз», а в трудах Муратова, Преображенского Н. Г. и Саликова Г. И., опубликованных в 1944 г., отравление сельскохозяйственных животных кормами с примесями спорыньи (Claviceps purpurea) было определено как клавицепсотоксикоз.
Термин «микотоксины» (от греческих слов микос — гриб и токсикон — яд) был впервые использован в начале 60-х годов прошлого века. Но природа и токсичность многих веществ, которые позже были отнесены к микотоксинам, а также заболевания в результате отравления ими, которые впоследствии были объединенные под названием микотоксикозы, были открыты и описаны ещё задолго до введения этих терминов.
Первые упоминания об отравлении людей и животных хлебом и зерном, контаминированным токсичными метаболитами грибов, а именно алкалоидами спорыньи (Claviceps purpurea), встречаются в средневековых летописях. Природу алкалоидов рожков впервые установили в 1864 г., но к микотоксинам алкалоиды были отнесены значительно позже. Риски, связанные с микотоксинами в зерне, впервые были осознаны после выявления эрготизма в 17 веке, затем снова после открытия цитринина в 1931 году, выделения дезоксиниваленола в 1972 году и обнаружения фумонизина в 1988 году. 
Внимание исследователей к микотоксинам привлекли афлатоксины, открытые при исследовании причины «заболевания Х» — падежа 100 000 индеек на фермерских хозяйствах Англии в 1960 г. Заболевание сопровождалось апатией, потерей аппетита, опусканием крыльев, выгибанием шеи, отбрасыванием головы назад и гибелью в течение недели. Во время вскрытия обнаруживали кровоизлияния и некрозы в печени. После тщательных и длительных исследований из арахисовой муки, которую скармливали индейкам, было выделено бесцветное кристаллическое вещество, введение которого утятам позволило воспроизвести признаки «заболевания Х». Оказалось, что это вещество синтезируется грибами рода Aspergillus (A. flavus, A. parasiticus), которые растут на арахисе, кукурузе, сое и семенах масличных культур в условиях умеренного климата. По названию одного из продуцентов (A. flavus) вещество получило название афлатоксин.
Катастрофический фузариозом колоса 1980 года в Южном Онтарио привел к сильному заражению урожая дезоксиниваленолом. Это привело к усилению усилий по мониторингу и изучению токсичности микотоксинов, важных для Канады. Пшеница восприимчива к фузариозу колоса, если во время цветения стоит теплая и влажная погода, в то время как кукуруза подвержена гнили початков, если такие условия возникают во время появления шелковистых нитей. 

## Основные представители
Трихотеценовые микотоксины синтезируются грибами родов Fusarium, Cephalosporium, Myrothecium, Stachybotrys, Trichoderma и Trichothecium; содержат 12,13-эпоксисесквитерпеноидный остаток (трихотекан); известно около 100 трихотеценовых микотоксинов. 
В основе механизма токсического действия лежит способность ингибировать синтез белка.

Дезоксиниваленол

Агаритин — микотоксин некоторых агариковых грибов (Agaricales), в том числе и шампиньона двуспорового.
Афлатоксины — микотоксины, которые продуцируют грибы Aspergillus flavus и Aspergillus parasiticus. Они являются контаминантами (пищевыми загрязнителями) арахиса, кукурузы и других зерновых и масличных культур (наиболее часто встречаемый афлатоксин B1); характеризуются сильнейшим гепатотоксическим и гепатоканцерогенным действием.

Афлатоксин B1

Охратоксин вырабатывается грибами родов Aspergillus и Penicillium. Они содержат остаток изокумарина, соединенный пептидной связью с L-аланином. Обладают выраженным нефротоксическим и тератогенным действием.
Цитринин вырабатывается грибами родов Penicillium и Aspergillus; характеризуется нефротоксическим действием, а также антибиотическими свойствами против грамположительных и грамотрицательных бактерий; причастен к микотоксикозу «желтый рис» в Японии.
Зеараленон синтезируется грибами из рода Fusarium (F. graminearum, F. tricinctum); относится к лактонам резорциловой кислоты; характеризуется анаболическим и эстрогенным действием.

Зеараленон

Фумонизин вырабатывается грибами Fusarium moniliforme и F. proliferatum; содержат диэфир пропан-1,2,3-трикарбоновой кислоты и 2-амино-12,16-диметил-3,5,10,14,15-пентагидроксиэйкозана; загрязняют кукурузу и продукты её переработки; вызывают уменьшение в сыворотке крови комплекса сфинголипидов при одновременном увеличении сфингозина и сфинганина.
Монилиформин — микотоксин, вырабатываемый некоторыми видами рода Fusarium (F. moniliforme, F. acuminatum, F. avenaceum, F. oxysporum и др.); представляет собой смесь K- и Na-солей 3-окси-3-циклобутен-1,2-диона; необратимо ингибирует пируватдегидрогеназный комплекс.

Монилиформин

Фузарохроманон — микотоксин, который содержится в грибах вида Fusarium equiseti; вызывает большеберцовую дисхондроплазию у кур и индеек и увеличивает смертность куриных эмбрионов.

Аурофузарин

Аурофузарин относится к димерным нафтохинонам; вырабатывается грибами рода Fusarium; вызывает у кур синдром ухудшения качества яйца.
Патулин — микотоксин, продуцируемый различными плесневыми грибами из родов Penicillium и Aspergillus и обладающий выраженными токсическими и мутагенными свойствами. В высоких концентрациях патулин обнаруживается в продуктах переработки фруктов и овощей.
Патулин действует как антибиотик широкого спектра действия и проверен на эффективность при общих простудных заболеваниях. Однако эффективность никогда не проверялась на практике и, из-за незначительной токсичности, его использование в медицинских целях не рассматривается по причине его раздражающего действия на желудок и способности вызывать тошноту и рвоту.
Симптомы патулин-токсикоза включают геморрагии в желудочно-кишечном тракте крупного рогатого скота (телят). В 1954 году в Японии патулин привел к смерти 100 коров, которые потребляли заражённый корм.
Смертельная доза патулина для крыс составляет 15 мг/кг тела и 25 мг/кг после подкожной инъекции. При этом смерть была связана с отеком легких. В хронических исследованиях при низких дозировках какого-либо эффекта не наблюдалось. Установлена иммунотоксичность и нейротоксичность патулина. В некоторых исследования установлена генотоксичность, например, что он повреждает ДНК или хромосомы в краткосрочных опытах. Однако, эти исследования были проведены на бактериях или на маммилярных культурах клеток с дозами, которые несущественны для человека.
Основываясь на продолжительных исследованиях на крысах и мышах по исследованию репродукции и канцерогенности, Объединённый экспертный комитет ФАО/ВОЗ по пищевым добавкам (JECFA) установил условно допустимое суточное потребление (ДСП) на уровне 7 мкг/кг массы тела.

## Экономические последствия микотоксинов
По оценкам экспертов на 2016 года, загрязнение таким микотоксином, как афлатоксин, может приводить к потерям в кукурузной промышленности в диапазоне от 52,1 млн до 1,68 млрд долларов в год в Соединенных Штатах 
Во всем мире значительное количество продовольственного зерна ежегодно подвергается воздействию микотоксинов. Это включает 16 миллионов тонн кукурузы, 12 миллионов тонн риса, 1,8 миллиона тонн арахиса, 378 000 тонн сорго и проса, 3,7 миллиона тонн копры и 2,3 миллиона тонн соевых бобов. Оценки выборочных данных Управления по контролю за продуктами и лекарствами (FDA) показывают, что потери урожая от микотоксинов (афлатоксин, фумонизин и ДОН) кукурузы, пшеницы и арахиса в Соединенных Штатах (США) в среднем составляют 932 миллиона долларов в год.
Экономические потери животноводов из-за микотоксинов оцениваются примерно в 6 миллионов долларов в год .
Хотя измерение экономического воздействия затруднено и меняется из года в год, ФАО подсчитала, что микотоксины могут иметь воздействие до 5 миллиардов долларов только в США и Канаде. Экономические потери накапливаются из-за затрат, связанных с управлением (профилактика, отбор проб и анализ, смягчение последствий), потерь урожайности, снижения стоимости урожая, а также воздействия на животных и людей. Затраты для производителей животноводческой продукции могут проявляться различными способами, начиная от снижения питательной ценности кормов, увеличения производственных затрат, ослабления иммунитета, снижения темпов роста, а также увеличения расходов на ветеринарное обслуживание и лечение. 
По оценкам, афлатоксины в арахисе США вызывали убытки более 25,8 млн $ в год в период с 1993 по 1996 год, причем большая часть затрат (почти 23 млн $) приходилась на сегмент очистки в промышленности.
Потери, связанные с дезоксиниваленолом в Соединенных Штатах, оценивались в 655 млн $ в год, причем большая часть потерь приходилась на пшеницу.
Потери из-за афлатоксинов в трех азиатских странах (Индонезия, Филиппины и Таиланд) оценивались в 900 млн $ ежегодно.

## Распространенность
Микотоксины широко распространены в растительных продуктах, хранившихся в условиях, благоприятных для развития плесневых грибов. Около 25 % мирового продовольственного снабжения ежегодно загрязнено микотоксинами, включая афлатоксины. Более 4 миллионов человек в развивающихся странах подвергаются воздействию высоких концентраций афлатоксинов (25-20 мкг/кг), что негативно влияет на иммунную систему. 
Исследование показало наличие 16 микотоксинов в 105 альтернативах мяса на основе пшеницы, бобовых и овощей. Наиболее распространенными микотоксинами были энниатин B, боверицин, фумонизины B1 и B2 и микотоксины Alternaria. Совместное присутствие микотоксинов варьировалось от бинарных комбинаций до смесей из двенадцати.
| Продуцент                                          | Микотоксин                         | Поражает:                               | Основной токсический эффект                                                           | Max допуст.конц. (мкг/кг) |
| -------------------------------------------------- | ---------------------------------- | --------------------------------------- | ------------------------------------------------------------------------------------- | ------------------------- |
| Fusarium sporotrichioides F. poae                  | Т-2 токсин                         | Кукуруза, овёс и продукты из него       | Дерматотоксин                                                                         |                           |
|                                                    | HT-2 токсин                        | Овёс и продукты из него                 |                                                                                       |                           |
| Fusarium graminearum                               | Дезоксиниваленол (ДОН) вомитоксина | Пшеница, кукуруза                       | Нейротоксин                                                                           |                           |
| Fusarium tricinctum                                | Трихотеценен                       | Кукуруза, арахис, рис                   | Нейротоксин                                                                           |                           |
| Fusarium moniliforme                               | Фумонизин B1 и другие фумонизины   | Сорго, кукуруза                         | Нефротоксин, респираторные расстройства, нейротоксичность, вероятный канцероген       |                           |
| Aspergillus flavus Aspergillus parasiticus         | Афлатоксин B1 B2 G1 G2             | Арахис, кукуруза                        | Канцероген, гепатотоксин, мутаген и тератоген                                         |                           |
| Fusarium graminearum                               | Зеараленон                         | Кукуруза, овёс                          | Вызывает нарушения генетического аппарата, мутаген                                    |                           |
| Penicillium citrinum                               | Цитринин                           | Ячмень, кукуруза, рис и грецкий орех    | Нефротоксин, мутаген, вероятный канцероген                                            |                           |
|                                                    | Афлатоксин M1                      | Молоко и молочные продукты              | Канцероген, гепатотоксин, мутаген и тератоген                                         |                           |
| Claviceps purpurea (moederkoren)                   | Алкалоиды спорыньи                 | Рожь, кормовые злаки                    | Нейротоксин                                                                           |                           |
| Penicillium islandicum                             | Лютеоскирин                        | Рис, сорго                              | Гепатотоксин, канцероген и мутаген                                                    |                           |
| Aspergillus ochraceus Penicillium verrucosum       | Охратоксин А                       | Овёс, кофе, мясо, изюм                  | Нефротоксин и тератоген                                                               |                           |
| Penicillium aurantiogriseum Penicillium fennelliae | Пенициллановая кислота             | Фасоль, кукуруза                        | Нейротоксин                                                                           |                           |
| Aspergillus versicolor                             | Стеригматоцистин                   | Кукуруза, пшеница, кофе                 | Дерматотоксичен, тератоген, вероятный канцероген                                      |                           |
| Penicillium expansum en andere Penicillium species | Патулин                            | Яблоки и другие фрукты, фасоль, пшеница | Нейротоксин, вызывает нарушения генетического аппарата, вероятный канцероген, мутаген |                           |

## Токсичность
Микотоксины ядовиты главным образом для эукариотических организмов. У животных и человека вследствие воздействия микотоксинов возникают отравления — микотоксикозы. Действие на растения изучено мало; считают, что микотоксины снижают устойчивость растительного организма к грибной инфекции.
Задокументированные последствия для здоровья, связанные с воздействием микотоксинов, включают рак, задержку роста и повышенную восприимчивость к инфекционным заболеваниям.  Европейским союзом регулируются наиболее токсичные микотоксины, такие как афлатоксины и фумонизины, а также другие токсикологически важные микотоксины, такие как трихотеценовый дезоксиниваленол, нефротоксин охратоксин А и эстрогенный микотоксин зеараленон. Однако так называемые новые микотоксины, такие как токсины Alternaria, например, альтернариол и монометиловый эфир альтернариола, еще не регулируются из-за ограниченных данных для оценки рисков для здоровья, но обладают токсическим потенциалом, включая генотоксичность и эстрогенность. 
Комплексный анализ биомаркеров выявил у австрийских школьников воздействие смеси токсичных и полезных соединений с превышением допустимых норм микотоксинов у ряда детей, что указывает на потенциальные риски для здоровья. У детей в Великобритании трихотецены, зеараленон и охратоксин А часто обнаруживались, а совместное воздействие нескольких микотоксинов было обнаружено в 91% образцов мочи. Исследование демонстрирует, что дети часто подвергаются воздействию нескольких микотоксинов через свой рацион и что зерновые продукты вносят большой вклад в это воздействие.
Хроническое воздействие микотоксинов может вызвать неблагоприятные последствия для здоровья, включая репродуктивную и эмбриональную токсичность. Беременные женщины и их плоды представляют уязвимую группу для воздействия микотоксинов, которые могут проникать через плаценту. Результаты пилотного исследования подтверждают присутствие микотоксинов в моче и сыворотке крови беременных голландских женщин.

## Микотоксикозы
Микотоксикозом называют отравление (обычно у животных) вследствие поедания кормов, загрязненных микотоксинами.
- Первичный микотоксикоз (острый или хронический)
- Вторичный микотоксикоз — следствие взаимодействия микотоксинов с другими факторами среды

### Диагностика микотоксикозов
Диагностика заболевания основана на этиологических признаках в сочетании с выявлением и идентификацией микотоксинов в кормах или тканях больного животного.

### Нормативы и аналитическое определение микотоксинов
Нормативные документы ВОЗ на содержание микотоксинов:
- CAC/RCP 50. Code of Practice for the Prevention and Reduction of Patulin Contamination in Apple Juice and Apple Juice
- CAC/RCP 51. Code of Practice for the Prevention and Reduction of Mycotoxin Contamination in Cereals, including Annexes on Ochratoxin A, Zearalenone, Fumonisins and tricothecenes

### Методы борьбы с микотоксикозами
В соответствии с системой ХАССП (анализ рисков и критические контрольные точки), путём идентификации и оценки риска, обусловленного наличием микотоксинов, в процессе производства и потребления зерна и комбикормов было выделено 7 критических контрольных точек, на которых необходимо предпринимать меры для предотвращения контаминации: (1) состояние и качество семян, (2) качество обработки почвы, (3) период прорастания, (4) уборка урожая, (5) период после уборки урожая, (6) хранение и (7) переработка. Для того чтобы избежать загрязнения зерна и кормов микотоксинами, необходимо тщательно придерживаться технологических норм в первых шести критических контрольных точках. Если загрязнение все-таки произошло, то следует принять меры по обеззараживанию (деконтаминации) зерна и кормовых субстратов до использования и по профилактике отравлений (микотоксикозов) животных при использовании токсичных кормов.

#### Деконтаминация зерна и кормов, загрязненных микотоксинами
Процесс деконтаминации зерна представляет собой направленное воздействие физических, химических или биологических факторов (агентов), а также их комбинаций, в результате которого происходит деградация (разрушение) содержащихся в зерне микотоксинов. Зерно подвергают обработке деконтаминирующими факторами либо в сухом виде, либо в водной среде. В большинстве случаев второй подход оказывается более эффективным в силу того, что, во-первых, преобладающее количество реакций, ведущих к детоксикации, происходит в водной среде, во-вторых, в сухом субстрате микотоксины гораздо менее доступны для действия как физических, так и для химических агентов. Недостатком этого подхода является необходимость удаления остатков химических агентов, наличие которых в кормах нежелательно, и продуктов трансформации микотоксинов во избежание возможности обратных реакций и реакций активации. Кроме того, после завершения деконтаминации зерно необходимо высушить, что требует дополнительных энергетических затрат.

##### Вымачивание
Это один из наиболее ранних приёмов по обеззараживанию зерновых продуктов. В основе метода детоксикации зерна путём вымачивания лежат два механизма: (1) экстракция водорастворимых микотоксинов и (2) трансформация ферментами, содержащимися в зерне. Многие микотоксины, молекулы которых содержат гидрофильные группы, эффективно экстрагируются водой. К таким микотоксинам относятся ДОН, ниваленол, НТ-2 токсин, Т-2 триол, Т-2 тетраол. Предложен метод обезвреживания фуражного зерна, согласно которому зерно заливают четырёхкратным объёмом воды и выдерживают, помешивая, 6 часов, после чего воду меняют. Таким образом в течение суток процедуру повторяют четыре раза. Показано, что обработанная таким образом культура на зерне токсигенного штамма Fusarium sporotrichiella 5750 теряла присущую изначально способность вызывать образование некрозов на коже кролика.

##### Применение аммиака и углеаммонийных солей
Обработка аммиаком или монометиламином эффективна в отношении афлатоксинов, зеараленона и охратоксинов. Эфирные и лактонные группы, имеющиеся в составе молекул зеараленона и родственных ему соединений, а также охратоксинов и афлатоксинов, взаимодействуют с первичными и вторичными аминами, в результате чего образуются амиды, что коренным образом изменяет свойства молекул микотоксинов. Однако разрыв лактонного кольца при воздействии этих веществ происходит лишь при инкубации от получаса до нескольких часов в сильнощелочной среде, при температуре 100 °С и давлении от 3 до 10 бар.
Установлено, что углеаммонийные соли (УАС) способны разрушать афлатоксины B1 и G1, а также Т-2 токсин с образованием Т-2 триола и Т-2 тетраола. При концентрации УАС в зерне 8 % и экспозиции 4 недели концентрация афлатоксина B1 снижалась на 75 %, афлатоксина G1 — на 94 %, начальные концентрации которых составляли 40 и 12 мг/кг, соответственно. УАС обладают сильным фунгицидным, бактерицидным и инсектицидным действием. В зависимости от вида и влажности зерна концентрация УАС должна составлять от 2,5 до 4,5 %. В этих концентрациях УАС не оказывают отрицательного воздействия на цыплят.

##### Окислители
При контакте микотоксинов с окислителями происходит разрушение функциональных групп, обуславливающих токсические свойства. Образующиеся при этом метаболиты характеризуются высоким содержанием гидрофильных групп, вследствие чего легко вымываются из обрабатываемого субстрата.

###### Гипохлорит натрия
Действующим началом гипохлорита натрия является активный (восстановленный) хлор и кислород. Сильно выраженные окислительные свойства делают ГХН эффективным дезинфицирующим и детоксицирующим средством. Разработан способ улучшения качества зерна и семян, который заключается в обработке зерна растворами ГХН. В зависимости от преследуемой цели, обработку осуществляют путём кратковременного погружения зерна в рабочий раствор, аэрозольного распыления раствора над поверхностью зерна или длительного вымачивания. Гипохлорит натрия используют в виде чистого раствора либо в смеси со щелочами, перекисью водорода, органическими растворителями (этанолом, этилацетатом) или органическими кислотами (уксусной, надуксусной). При вымачивании в течение 7 часов в щелочном 0,8%-м растворе гипохлорита происходит снижение концентрации ДОНа, ниваленола, зеараленона, монилиформина, фумонизинов, охратоксина А, цитринина и патулина. В результате обработки повышается интенсивность естественной пигментации зерна (яркость) и снижается краснота, которая, как известно, обусловлена наличием пигментов плесневых грибов, многие из которых высокотоксичны, например, аурофузарин. Кроме того, значительно снижается процент семян, инфицированных фитопатогенными бактериями, в том числе родов Xanthomonas и Pseudomonas, и грибами родов Fusarium (F. graminearum, F. solani), Alternaria, Helminthosporium и т. п.

###### Озон
Эффективным окислителем микотоксинов является озон. Для деконтаминации зерна используют насыщенную озоном воду. При воздействии озона происходит деградация афлатоксинов B1, B2, G1 иG2, циклопиазоновой кислоты, фумонизина B1, охратоксина А, патулина, секаловой кислоты и зеараленона. Вследствие мо-дификации озоном зеараленон теряет эстрогенную активность. Обработка озоном естественно контаминированной афлатоксином кукурузы предотвращает развитие афлатоксикоза у индеек. Показано, что трихотеценовые микотоксины тоже разрушаются при воздействии озона. Наиболее активно молекула озона атакует молекулу трихотецена по двойной связи между атомами С9 и С10, в результате чего образуются нестабильные промежуточные соединения, молозонид и озонид трихотеценов, с сопутствующим гидролизом связи С9-С10.

##### Ферменты и микроорганизмы
Микотоксины формируют разнородную по химическому строению группу соединений. Поэтому ферменты, обладающие способностью трансформировать микотоксины, являются представителями нескольких классов и подклассов и специфичны в отношении различных функциональных групп. Детоксикация микотоксинов происходит в результате действия ферментов, обладающих оксидоредуктазной, гидролитической (эпоксидгидролазы, карбоксилэстеразы, лактоногидролазы) и трансферазной (УДФ-гликозилтрансферазы) активностью.

###### Карбоксилэстеразы
катализируют гидролиз сложноэфирных связей, а эпоксидгид-ролазы — 12,13-эпоксигруппы в молекулах трихотеценовых микотоксинов. Установлено, что именно эти два процесса осуществляются бактериями, населяющими кишечник кур. Смеси микробов, изолированных из содержимого кишечника, способны трансформировать более 12 различных трихотеценовых микотоксинов. Ранее было установлено, что включение в корм для кур-несушек культуры штамма Escherichia coli, изолированного из толстого кишечника, приводило к увеличению живой массы и яйценоскости на фоне Т-2 токсикоза по сравнению с группой, получавшей только Т-2 токсин; концентрация Т-2 токсина в корме составляла 8 мг/кг.

###### УДФ-гликозилтрансферазы
осуществляют конъюгацию микотоксинов с активиро-ванными формами глюкозы. В геноме Arabidopsis thaliana содержится более 100 генов, кодирующих различные изофомы этого фермента. Гены наиболее специфичных в отношении ДОНа УДФ-гликозилтрансфераз экспрессированы в клетках дрожжей. Ферменты, полученные от трансформированных таким образом дрожжей, эффективно разрушают ДОН, 3-ацетил-ДОН и 15-ацетил-ДОН, однако менее действенны в отношении остальных трихотеценовых микотоксинов. Такие дрожжи рекомендуют использовать в пивоваренной промышленности. Для деконтаминации зерна и комбикормов можно использовать как иммобилизованную УДФ-гликозилтрансферазу, так и продуцирующие её дрожжи.

###### Лактоногидролазы
превращают зеараленон в 1-(3,5-дигидрокси-фенил)-10’-гидрокси-1’-ундецен-6’-он, который не имеет эстрогенной активности. Из Clonostachys rosea изолирован ген zdh101, кодирующий лактоногидролазу. Этот ген удалось экспрессировать в клетках бактерии Escherichia coli, дрожжей Saccharomyces cerevisiae и культуре клеток риса. Зеараленон эффективно (100%-но) трансформировался в средах с культурами E. coli и клеток риса, тогда как трансформированные дрожжи снижали содержание зеараленона в культуре на 75 %.

###### Фумонизингидролаза
Из зерен кукурузы изолированы штаммы микроорганизмов — дрожжей Exophiala spinsfera и Rhinocladiella atrovirens, а также бактерий родов Xanthomonas и Sphingomonas, которые могли расти на средах, единственным источником углерода в которых были фумонизины. Установили, что первой и ключевой реакцией процесса биодеградации фумонизина B1 является гидролиз эфирной связи с образованием трикар-баллилата и аминоспиртового производного, обозначенного АР1. Ферменту, осуществляющему эту реакцию, дали название фумонизин гидролаза. Предполагают, что данный фермент относится к эстеразам, специфичным к эфирам трикарбаллилата. Ни одна из коммерческих эстераз не обладает подобной активностью.
Тем же способом из кукурузного зерна выделены бактерии Ochrobactrum anthropi, которые в качестве единственного источника углерода могут утилизировать монилиформин. Пока не известно, какие именно ферменты участвуют в детоксикации монилиформина, но полагают, что сначала происходит гидролиз двойной связи и разрыв кольца, а затем окисление. Предложен метод деконтаминации кукурузы, согласно которому кукурузу размалывают, заливают равным объемом взвеси бактерий с концентрацией клеток 106 в 1 мл и выдерживают в течение двух недель при комнатной температуре.

##### Обработка ультразвуком
Метод основан на явлении ультразвуковой микрокавитации — локальном волнообразном образовании пор (пузырьков) с пониженным давлением и повышении давления до 100 кПа и температуры до 1700 °С. Высокочастотные колебания, сообщаемые обрабатываемому материалу ультразвуковыми волнами, способствуют эффективному высвобождению микотоксинов в раствор. Кроме физического воздействия, ультразвуковые волны запускают так называемые сонохимические реакции, отличающиеся по термодинамическим и кинетическим характеристикам от аналогичных реакций, протекающих в нормальных условиях, то есть в отсутствие ультразвукового воздействия.
Зерно загружают в контейнеры, на стенках которых расположены генераторы ультразвука, заливают реакционной смесью и обрабатывают ультразвуком с частотой 35—100 кГц в течение 2—4 часов при температуре 12—50 °С. Данный метод позволяет снизить концентрацию Т-2 токсина, НТ-2 токсина, ДОНа, зеараленона, охратоксинов и афлатоксинов в зерне злаковых на 70—80 %. Эффективно разрушается эпоксидная группа трихотеценовых микотоксинов, играющая, как известно, ключевую роль в механизме токсического действия. Гидролизу эпоксигруппы способствует сдвиг кислотно-основного равновесия, как в сторону снижения, так и в сторону повышения рН. Для защелачивания среды можно использовать карбонаты, а также первичные и вторичные амины. В роли катализаторов могут выступать спирты, например, метанол, этанол, пропанол, глицерин или полиэтиленгликоль. Кроме участия в сонно-химических реакциях трансформации микотоксинов, спирты, присутствующие в реакционной смеси, улучшают смачивание зерна и повышают растворимость микотоксинов и, следовательно, их экстракцию из зерна. После завершения ультразвуковой обработки реакционную смесь сливают, а обработанное зерно промывают водой, при необходимости повторно подвергая воздействию ультразвука, и высушивают.

#### Лечение и профилактика микотоксикозов животных

##### Применение пробиотических препаратов
Профилактическое действие пробиотических препаратов при микотоксикозах базируется на двух основных принципах: (1) синтез ферментов, трансформирующих микотоксины до менее опасных продуктов (2) сорбция микотоксинов компонентами клеточной стенки. Кроме того, пробиотические микроорганизмы обладают способностью синтезировать ряд веществ, способствующих улучшению физиологического состояния животного организма и повышению продуктивных качеств. К таким веществам относятся органические кислоты, нормализирующие рН среды желудочно-кишечного тракта, антибиотики, подавляющие жизнедеятельность патогенных микроорганизмов, гидролитические ферменты, повышающие доступность питательных веществ кормов, и витамины.

##### Использование сорбентов
Действие сорбентов основано на способности выводить микотоксины из желудочно-кишечного тракта. Сорбенты должны быстро связывать и эффективно удерживать микотоксины при различных уровнях кислотности. Негативным качеством сорбирующих материалов является низкая специфичность, вследствие которой происходит связывание питательных веществ (незаменимых жирных кислот, витаминов, аминокислот) и лекарственных препаратов. В рекламных статьях, которыми изобилуют издания научно-практического характера, можно встретить высказывания о том, что тот или иной препарат адсорбирует исключительно микотоксины и ничто иное. Однако одного взгляда на структурные формулы микотоксинов, относящихся даже к одному классу, не говоря уже о представителях различных групп, будет достаточно для того, чтобы подвергнуть сомнению подобное утверждение. Микотоксины — это группа разнородных по строению соединений, которые имеют два общих атрибута: во-первых, токсичность для животных, а зачастую и для представителей других царств, и, во-вторых, продуцентами микотоксинов, за редким исключением, являются плесневые грибы. Маловероятно, чтобы какой-либо энтеросорбент мог избирательно связывать химические соединения, объединенные в группу только по этим двум общим атрибутам, не отражающим их физико-химических свойств. Кроме того, сорбенты могут быть причиной механического повреждения эпителия кишечника, поэтому немаловажным критерием является их безопасность для животных.
Процесс разработки препаратов, содержащих сорбирующие материалы, должен включать три этапа: (1) исследование адсорбционной активности в отношении микотоксинов и питательных веществ in vitro; (2) опыты на животных по изучению профилактического эффекта препарата при введении в корм определенного микотоксина в различных концентрациях; (3) изучение профилактических свойств при скармливании животным корма, естественно контаминированного микотоксинами. В последнем случае необходимо провести максимально полный анализ корма на содержание микотоксинов. При проведении экспериментов на животных следует уделять внимание не только позитивным, но и негативным эффектам воздействия сорбентов.
В настоящее время известно, что для оптимального выбора энтеросорбента нужно учитывать его полярность. Например, алюмосиликаты оказались активными только по отношению к полярным микотоксинам, в частности, к афлатоксинам. Микотоксины, не содержащие полярных групп, например, Т-2 токсин, фумонизины и зеараленон, адсорбируются полярными сорбентами менее эффективно. Исследователям не удалось предотвратить токсикозы птиц, вызываемые трихотеценами типа А — Т-2 токсином и диацетоксисцирпенолом — с помощью алюмосиликатов. Для связывания гидрофобных микотоксинов целесообразно применять неполярные сорбенты, такие как активированный уголь. Способность активированного угля адсорбировать охратоксин А и Т-2 токсин достаточно эффективно проявляется при внесении его в корм в концентрации 5—10 %, однако установлено, что при этом адсорбируются также некоторые питательные вещества. В результате проведённых исследований в Республике Беларусь установлено, что для лечения кормовых микотоксикозов у кур с явными клиническими признаками (отказ от корма и воды, вялость, птица мало двигается, практически постоянно лежит, жидкие каловые массы) в условиях личных подсобных хозяйств можно эффективно применять энтеросорбирующее средство "Энтерозоо" (на основе полиметилсилоксана полигидрата).

##### Выпаивание растворами гипохлорита натрия
Наличие в составе молекулы гипохлорита натрия (ГХН) восстановленного хлора придает ему целый ряд уникальных свойств, проявляющихся в широком спектре действия на различные системы организма, среди которых антимикробное, антитоксическое, иммуномодулирующее, противовоспалительное, противоопухолевое и проапоптическое.
Один из ключевых моментов целесообразности применения ГХН заключается в том, что он не является чужеродным для животного организма соединением. Известно, что гипохлорит-ион синтезируется клетками иммунной системы животного организма в процессе развития первичного иммунного ответа, который сопровождается воспалительными реакциями. Роль гипохлорита при этом заключается в обезвреживании токсинов патогенных бактерий и окислении токсичных остатков бактериальных клеток и поврежденных клеток организма. Кроме того, гипохлорит обогащает ткани кислородом и специфически влияет на активность генов, ответственных за развитие воспалительного процесса.
Был проведен опыт по выпаиванию курам (возраст — 140 дней) раствора гипохлорита натрия при скармливании корма, содержащего 40-70 мкг/кг Т-2 токсина. Численность групп: опыт — 1672; контроль — 1795. Опытной группе в течение 25 суток спаивали раствор ГХН в концентрации 30 мг/л. По результатам эксперимента было установлено, что выпаивание раствора ГХН оказало положительное влияние на сохранность, количество яиц на начальную несушку и инкубационные характеристики яиц.

#### Методы борьбы с попаданием микотоксинов в пищевые продукты и корма
1. Управление на ферме: быстрая сушка, обеспечение условий хранения для предотвращения развития плесеней.
2. Анализ на выходе лущильной машины: экспресс-анализ проводится с помощью тонкослойной хроматографии, ИФА, ВЭЖХ.
3. Сортировка после лущения: обесцвеченные зародыши часто заражены грибами, поэтому автоматизированные сортировочные линии позволяют предотвратить попадание микотоксинов в корма для животных и пищевые продукты для людей.